# Distritos policiais da cidade de São Paulo
Distritos Policiais da cidade de São Paulo ou Delegacias de Policia, abaixo uma lista com todos os Distritos Policiais do município de São Paulo. Em 10 de dezembro de 2019, existiam um total de 102 delegacias de acordo com o registro oficial da prefeitura. Formalmente existem 103 delegacias, porém, estão implantadas 93 e 10 delegacias não foram implantadas.

## Delegacias

### Centro
1.ª Delegacia Seccional (1.ª DSP) Centro – Rua Aurora, 322 – 6.º andar
- 1.ª DP – Rua da Glória, 410 – Sé (1.ª DSP)
- 2.ª DP – Rua Jaraguá, 383 – Bom Retiro (1.ª DSP)
- 3.ª DP – Rua Aurora, 322 – Santa Efigênia (1.ª DSP)
- 4.ª DP – Rua Marquês de Paranaguá, 246 – Consolação/Higienópolis/Pacaembu (1.ª DSP)
- 5.ª DP – Rua Professor Antônio Prudente, 160 – Aclimação/Liberdade (1.ª DSP)
- 6.ª DP – Rua Hermínio Lemos, 70 – Cambuci (1.ª DSP)
- 8.ª DP – Rua Sapucaia, 206 – Brás/Belenzinho (1.ª DSP)
- 12.ª DP – Rua Rio Bonito, 950 – Pari (1.ª DSP)
- 77.ª DP – Alameda Glete, 827 – Santa Cecília (1.ª DSP)
- 78.ª DP – Rua Estados Unidos, 1608 – Jardins/Cerqueira César (1.ª DSP)
- 76.ª DP – D. Pedro II - Delegacia não implementada (1.ª DSP)
- 79.ª DP – Bela Vista - Delegacia não implementada (1.ª DSP)
- 82.ª DP – Canindé - Delegacia não implementada (1.ª DSP)

### Zona oeste
3.ª Delegacia Seccional (3.ª DSP) Oeste - Rua Deputado Lacerda Franco, 372 – 2.º andar
- 7.ª DP – Rua Camilo, 317 – Lapa/Vila Romana (3.ª DSP)
- 14.ª DP – Rua Deputado Lacerda Franco, 372 – Pinheiros (3.ª DSP)
- 15.ª DP – Rua Renato Paes de Barros, 340 – Jardim Paulista/Itaim Bibi (3.ª DSP)
- 23.ª DP – Rua Itapecuru, 80 – Perdizes/Pacaembu (3.ª DSP)
- 34.ª DP – Av. Professor Francisco Morato, 2971 – Vila Sônia/Morumbi (3.ª DSP)
- 51.ª DP – Rua Barroso Neto, 46 – Butantã (3.ª DSP)
- 75.ª DP – Rua Mario Ancona, 530 – Jardim Arpoador (3.ª DSP)
- 91.ª DP – Av. Dr. Gastão Vidigal, 307 – Ceagesp (3.ª DSP)
- 93.ª DP – Av. Corifeu De Azevedo Marques, 4300 – Jaguaré (3.ª DSP)
- 84.ª DP – Vila Madalena - Delegacia não implementada (3.ª DSP)
- 86.ª DP – Barra Funda - Delegacia não implementada (3.ª DSP)
- 88.ª DP – Cidade Jardim - Delegacia não implementada (3.ª DSP)

### Zona leste
5.ª Delegacia Seccional (5.ª DSP) Leste - Avenida Celso Garcia, 2875 – 2.º andar
7.ª Delegacia Seccional (7.ª DSP) Itaquera - Avenida Nagib Farah Maluf, 209
8.ª Delegacia Seccional (8.ª DSP) São Mateus - Avenida Arquiteto Vila Nova Artigas, 720
- 10.ª DP – Av. Airton Pretini, 69 – Penha (5.ª DSP)
- 18.ª DP – Rua Juventus, 350 – Alto da Mooca (5.ª DSP)
- 21.ª DP – Av. Marcondes de Brito, 1416 – Vila Matilde/Chácara Seis de Outubro (5.ª DSP)
- 22.ª DP – Rua Américo Gomes da Costa, 305 - São Miguel Pta./Vila Americana (7.ª DSP)
- 24.ª DP – Av. São Miguel, 3551 – Ponte Rasa (7.ª DSP)
- 29.ª DP – Av. Sapopemba, 3259 – Vila Diva (5.ª DSP)
- 30.ª DP – Rua Antônio de Camardo, 69 – Tatuapé (5.ª DSP)
- 31.ª DP – Av. Conselheiro Carrão, 2580 – Vila Carrão (5.ª DSP)
- 32.ª DP – Rua Sabbado D'Angelo, 64 – Itaquera (7.ª DSP)
- 41.ª DP – Av. Inconfidência Mineira, 688 – Vila Rica (8.ª DSP)
- 42.ª DP – Av. Oratório, 1588 – Parque São Lucas (5.ª DSP)
- 44.ª DP – Rua Salvador Gianetti, 386 – Guaianazes (8.ª DSP)
- 49.ª DP – Av. Ragueb Chohfi, 870 – São Mateus (8.ª DSP)
- 50.ª DP – Rua Tibúrcio de Souza, 860 – Itaim Paulista (7.ª DSP)
- 52.ª DP – Rua Dr. Corynto Baldoino Costa, 400 – Parque São Jorge (5.ª DSP)
- 53.ª DP – Av. Osvaldo Pucci, 180 – Parque do Carmo (8.ª DSP)
- 54.ª DP – Av. dos Gráficos, 175 – Cidade Tiradentes (8.ª DSP)
- 55.ª DP – Rua Aldeia de Santo Inácio, 696 – Parque São Rafael (8.ª DSP)
- 56.ª DP – Rua Dra. Esmeralda Mendes Policene, 264 – Vila Alpina (5.ª DSP)
- 57.ª DP – Rua do Oratório, 2220 – Parque Da Mooca (5.ª DSP)
- 58.ª DP – Rua Antúrios, 362 – Vila Formosa (5.ª DSP)
- 59.ª DP – Rua Vistosa da Madre de Deus, 120 – Jardim Noêmia (7.ª DSP)
- 62.ª DP – Rua Ruy Pirozzelli, 250 – Ermelino Matarazzo (7.ª DSP)
- 63.ª DP – Rua Dríades, 50 – Vila Jacuí (7.ª DSP)
- 64.ª DP – Rua Sonho Gaúcho, 638 – Cidade A.E. Carvalho (7.ª DSP)
- 65.ª DP – Rua Estanislau de Campos, 750 – Artur Alvim (7.ª DSP)
- 66.ª DP – Av. Osvaldo Vale Cordeiro, 190 – Vale do Aricanduva (8.ª DSP)
- 67.ª DP – Rua Severino José Fernandes, 1900 – Jardim Robru (7.ª DSP)
- 68.ª DP – Rua João da Silva Aguiar, 850 – Lageado (7.ª DSP)
- 69.ª DP – Av. Arquiteto Vila Nova Artigas, 720 – Teotônio Vilela (8.ª DSP)
- 70.ª DP – Rua Otávio Alves Dundas, 390 – Vila Ema/Sapopemba (8.ª DSP)
- 81.ª DP – Av. Celso Garcia, 2875 – Belém (5.ª DSP)
- 103.ª DP – Av. Nagib Farah Maluf, 209 – Cohab II Itaquera (7.ª DSP)
- 60.ª DP – Vila Esperança - Delegacia não implementada (5.ª DSP)
- 61.ª DP – Cangaiba - Delegacia não implementada (5.ª DSP)

### Zona norte
4.ª Delegacia Seccional (4.ª DSP) Norte - Avenida Casa Verde, 677 – 2.º andar
- 9.ª DP – Rua dos Camarés, 94A – Carandiru (4.ª DSP)
- 13.ª DP – Av. Casa Verde, 677 – Casa Verde (4.ª DSP)
- 19.ª DP – Rua Amambaí, 1181 – Vila Maria (4.ª DSP)
- 20.ª DP – Rua São Zeferino, 34 – Água Fria (4.ª DSP)
- 28.ª DP – Av. Itaberaba, 731 – Freguesia do Ó (4.ª DSP)
- 33.ª DP – Rua Joaquim de Oliveira Freitas, 1170 – Vila Mangalot/Pirituba (3.ª DSP)
- 38.ª DP – Rua Parada Pinto, 2387 – Vila Amália (4.ª DSP)
- 39.ª DP – Rua da Esperança, 797 – Vila Gustavo (4.ª DSP)
- 40.ª DP – Av. Deputado Emílio Carlos, 1251 – Vila Santa Maria (4.ª DSP)
- 45.ª DP – Rua Joaquim Ferreira da Rocha, 403 – Vila Brasilândia (4.ª DSP)
- 46.ª DP – Rua Fioreli Pecicacco, 320 – Perus (3.ª DSP)
- 72.ª DP – Rua Diógenes Campos Aires, 185 – Vila Penteado (4.ª DSP)
- 73.ª DP – Rua Paulo Lincoln do Vale Pontin, 744 – Jaçanã (4.ª DSP)
- 74.ª DP – Av. Elísio Teixeira Leite, 7461 – Parada de Taipas (4.ª DSP)
- 87.ª DP – Av. Menotti Laudisio, 286 – Vila Pereira Barreto (3.ª DSP)
- 90.ª DP – Alameda Terceiro Sargento Alcides de Oliveira, 52 – Parque Novo Mundo (4.ª DSP)
- 71.ª DP – Santana - Delegacia não implementada (4.ª DSP)

### Zona sul
2.ª Delegacia Seccional (2.ª DSP) Sul - Avenida Engenheiro Luiz Carlos Berrini, 900
6.ª Delegacia Seccional (6.ª DSP) Santo Amaro - Avenida Robert Kennedy, 1171
- 11.ª DP – Rua Padre José de Anchieta, 138 – Santo Amaro (6.ª DSP)
- 16.ª DP – Av. Onze de Junho, 89 – Vila Clementino (2.ª DSP)
- 17.ª DP – Rua Dom Luiz Lazagna, 534 – Ipiranga (2.ª DSP)
- 25.ª DP – Rua Humberto Ravello, 9 – Parelheiros (6.ª DSP)
- 26.ª DP – Av. Padre Arlindo Vieira, 50 – Sacomã (2.ª DSP)
- 27.ª DP – Rua Demóstenes, 407 – Campo Belo (2.ª DSP)
- 35.ª DP – Av. Engenheiro George Corbisier, 322 – Jabaquara (2.ª DSP)
- 36.ª DP – Rua Tutoia, 921 – Vila Mariana (2.ª DSP)
- 37.ª DP – Rua Jacaratinga, 201 – Campo Limpo (3.ª DSP)
- 43.ª DP – Rua Antônio Gil, 1349 – Cidade Ademar (6.ª DSP)
- 47.ª DP – Estrada de Itapecerica, 5864 – Capão Redondo (6.ª DSP)
- 48.ª DP – Rua Aníbal dos Anjos Carvalho, 87 – Cidade Dutra (6.ª DSP)
- 80.ª DP – Rua Leonel da Gama Beles, s/nº – Vila Joaniza (6.ª DSP)
- 83.ª DP – Rua Angelo Bertini, 82 – Parque Bristol (2.ª DSP)
- 85.ª DP – Rua Dr. Juvenal Hudson Ferreira, 141 – Jardim Mirna (6.ª DSP)
- 89.ª DP – Rua Domingos Simões, 21 – Portal do Morumbi (3.ª DSP)
- 92.ª DP – Rua Maria Benedita Rodrigues, 300 – Parque Santo Antônio (6.ª DSP)
- 95.ª DP – Rua Comandante Taylor, 1180 – Cohab Heliópolis (2.ª DSP)
- 96.ª DP – Av. Engenheiro Luiz Carlos Berrini, 900 – Monções/Brooklin (2.ª DSP)
- 97.ª DP – Rodovia dos Imigrantes, km 11,5 – Americanópolis (2.ª DSP)
- 98.ª DP – Av. Angelo Cristianini, 467 – Jardim Miriam (6.ª DSP)
- 99.ª DP – Rua Sargento Manoel Barbosa da Silva, 115 – Campo Grande (6.ª DSP)
- 100.ª DP – Rua José Carlos dos Santos Marques, 301 – Jardim Herculano (6.ª DSP)
- 101.ª DP – Rua Carolina Michaelis, 370 – Jardim das Imbuias (6.ª DSP)
- 102.ª DP – Av. Robert Kennedy, 1171 – Socorro (6.ª DSP)
- 94.ª DP – Jardim São Bernardo - Delegacia não implementada (6.ª DSP)